# Три бомбардира
Три бомбардира — хоккейный приз, учреждённый в 1971 году газетой «Труд» для самой результативной тройки нападающих в матчах чемпионата страны (с сезона 2008/09 — в матчах КХЛ). С 2005 года берутся в расчёт только шайбы, заброшенные в момент нахождения на льду конкретных игроков. Раньше же суммировались все голы хоккеистов, действовавших в течение сезона в наиболее устойчивых сочетаниях.

## Положение о призе
1. Приз «Три бомбардира» учреждается редакцией газеты «Труд».
2. Приз «Три бомбардира» — памятный приз, который вручается трём нападающим одной команды Суперлиги ПХЛ, игроки которой забросили наибольшее количество шайб в ворота соперников в матчах Чемпионата России, включая игры плей-офф, с учётом реального совместного нахождения на ледовой площадке в момент взятия ворот.
3. При равенстве показателя заброшенных шайб Приз вручается тройке нападающих, представляющих команду, занявшую более высокое место по итогам Чемпионата России.
4. Приз вручается ежегодно на торжественной церемонии, посвящённой подведению итогов хоккейного сезона, представителями редакции газеты «Труд».
5. Лауреаты награждаются памятными призами, передаваемыми на постоянное хранение.
6. Использование Приза, его названия, изображения в рекламной и иной коммерческой деятельности возможно после заключения соответствующего договора с редакцией газеты «Труд».
7. Изменения и дополнения к настоящему Положению делаются редакцией газеты «Труд» по представлению Профессиональной хоккейной лиги

Подсчёт заброшенных тройками нападающих шайб вёлся и до учреждения приза. Абсолютный рекорд по этому показателю был установлен игроками ЦСКА Борисом Михайловым, Владимиром Петровым и Валерием Харламовым в чемпионате СССР 1969/1970 — 124 забитых гола.

## Все обладатели
| Сезон     | Тройка игроков                                                                                           | Клуб                         | Шайбы |
| --------- | --- | ---------------------------- | ----- |
| 2020/2021 | Маркус Гранлунд — Сакари Маннинен — Тему Хартикайнен                                                     | «Салават Юлаев» Уфа          | 63    |
| 2019/2020 | Андре Петерссон — Вадим Шипачёв — Дмитрий Яшкин                                                          | «Динамо» Москва              | 34    |
| 2017/2018 | Линус Умарк — Тему Хартикайнен — Йоонас Кемппайнен                                                       | «Салават Юлаев» Уфа          | 42    |
| 2016/2017 | Никита Гусев — Вадим Шипачёв — Евгений Дадонов                                                           | СКА Санкт-Петербург          | 69    |
| 2015/2016 | Брэндон Боченски — Дастин Бойд — Найджел Доуз                                                            | «Барыс»                      | 50    |
| 2014/2015 | Брэндон Боченски — Дастин Бойд — Найджел Доуз                                                            | «Барыс»                      | 62    |
| 2013/2014 | Сергей Мозякин — Ян Коварж — Данис Зарипов                                                               | «Металлург» Магнитогорск     | 71    |
| 2012/2013 | Николай Кулёмин — Евгений Малкин — Сергей Мозякин                                                        | «Металлург» Магнитогорск     | 40    |
| 2011/2012 | Алексей Морозов — Нико Капанен — Данис Зарипов                                                           | «Ак Барс» Казань             | 46    |
| 2010/2011 | Райан Веске — Мэтт Эллисон — Шарль Лингле                                                                | «Торпедо» Нижний Новгород    | 58    |
| 2009/2010 | Петр Чаянек — Алексей Яшин — Максим Сушинский                                                            | СКА Санкт-Петербург          | 50    |
| 2008/2009 | Данис Зарипов — Тони Мортенссон — Алексей Морозов                                                        | «Ак Барс» Казань             | 55    |
| 2007/2008 | Альберт Лещёв — Николай Пронин — Сергей Мозякин                                                          | «Химик» Мытищи               | 49    |
| 2006/2007 | Алексей Морозов — Сергей Зиновьев — Данис Зарипов                                                        | «Ак Барс» Казань             | 73    |
| 2005/2006 | Алексей Морозов — Сергей Зиновьев — Данис Зарипов                                                        | «Ак Барс» Казань             | 48    |
| 2004/2005 | Максим Сушинский — Александр Прокопьев — Дмитрий Затонский                                               | «Авангард» Омск              | 43    |
| 2003/2004 | Максим Сушинский — Александр Прокопьев — Дмитрий Затонский                                               | «Авангард» Омск              | 62    |
| 2002/2003 | Мартин Прохазка — Павел Патера — Томаш Власак                                                            | «Авангард» Омск              | 46    |
| 2001/2002 | Максим Сушинский — Александр Прокопьев — Дмитрий Затонский                                               | «Авангард» Омск              | 56    |
| 2000/2001 | Александр Корешков — Евгений Корешков — Юрий Кузнецов                                                    | «Металлург» Магнитогорск     | 66    |
| 1999/2000 | Максим Сушинский — Равиль Якубов — Дмитрий Затонский                                                     | «Авангард» Омск              | 53    |
| 1998/1999 | Александр Корешков — Евгений Корешков — Равиль Гусманов                                                  | «Металлург» Магнитогорск     | 62    |
| 1997/1998 | Андрей Тарасенко — Вячеслав Безукладников — Юрий Злов                                                    | «Лада» Тольятти              | 55    |
| 1996/1997 | Сергей Гомоляко — Андрей Кудинов — Игорь Варицкий                                                        | «Металлург» Магнитогорск     | 42    |
| 1995/1996 | Анатолий Емелин — Иван Свинцицкий — Денис Метлюк                                                         | «Лада» Тольятти              | 56    |
| 1994/1995 | Александр Корешков — Евгений Корешков — Константин Шафранов                                              | «Металлург» Магнитогорск     | 86    |
| 1993/1994 | Борис Тимофеев — Раиль Муфтиев — Дмитрий Денисов                                                         | «Салават Юлаев» Уфа          | 69    |
| 1992/1993 | Александр Селиванов — Александр Барков — Алексей Ткачук                                                  | «Спартак» Москва             | 59    |
| 1991/1992 | Олег Петров — Игорь Чибирев — Сергей Востриков                                                           | ЦСКА Москва                  | 53    |
| 1990/1991 | Павел Буре — Вячеслав Буцаев — Валерий Каменский                                                         | ЦСКА Москва                  | 69    |
| 1989/1990 | Андрей Хомутов — Вячеслав Быков — Валерий Каменский                                                      | ЦСКА Москва                  | 61    |
| 1988/1989 | Сергей Макаров — Игорь Ларионов — Владимир Крутов                                                        | ЦСКА Москва                  | 56    |
| 1987/1988 | Андрей Хомутов — Вячеслав Быков — Валерий Каменский                                                      | ЦСКА Москва                  | 72    |
| 1986/1987 | Сергей Макаров — Игорь Ларионов — Владимир Крутов                                                        | ЦСКА Москва                  | 67    |
| 1985/1986 | Сергей Макаров — Игорь Ларионов — Владимир Крутов                                                        | ЦСКА Москва                  | 82    |
| 1984/1985 | Сергей Макаров — Игорь Ларионов — Владимир Крутов                                                        | ЦСКА Москва                  | 67    |
| 1983/1984 | Сергей Макаров — Игорь Ларионов — Владимир Крутов                                                        | ЦСКА Москва                  | 88    |
| 1982/1983 | Сергей Макаров — Игорь Ларионов — Владимир Крутов                                                        | ЦСКА Москва                  | 77    |
| 1981/1982 | Сергей Макаров — Игорь Ларионов — Владимир Крутов                                                        | ЦСКА Москва                  | 100   |
| 1980/1981 | Сергей Макаров — Виктор Жлуктов — Владимир Крутов                                                        | ЦСКА Москва                  | 96    |
| 1979/1980 | Борис Михайлов — Валерий Харламов — Владимир Крутов Виктор Шалимов — Аркадий Рудаков — Борис Александров | ЦСКА Москва «Спартак» Москва | 73    |
| 1978/1979 | Пётр Природин — Владимир Голиков — Александр Голиков                                                     | «Динамо» Москва              | 82    |
| 1977/1978 | Борис Михайлов — Владимир Петров — Валерий Харламов                                                      | ЦСКА Москва                  | 78    |
| 1976/1977 | Пётр Природин — Александр Мальцев — Александр Голиков                                                    | «Динамо» Москва              | 77    |
| 1975/1976 | Виктор Шалимов — Владимир Шадрин — Александр Якушев                                                      | «Спартак» Москва             | 76    |
| 1974/1975 | Борис Михайлов — Владимир Петров — Валерий Харламов                                                      | ЦСКА Москва                  | 60    |
| 1973/1974 | Юрий Лебедев — Вячеслав Анисин — Александр Бодунов                                                       | «Крылья Советов» Москва      | 64    |
| 1972/1973 | Александр Мартынюк — Владимир Шадрин — Александр Якушев                                                  | «Спартак» Москва             | 72    |
| 1971/1972 | Владимир Викулов — Анатолий Фирсов — Валерий Харламов                                                    | ЦСКА Москва                  | 78    |
| 1970/1971 | Борис Михайлов — Владимир Петров — Валерий Харламов                                                      | ЦСКА Москва                  | 88    |